# 1. Flakscheinwerfer-Division
Die 1. Flakscheinwerfer-Division, auch 1. Flak-Scheinwerfer-Division und Flak-Scheinwerfer-Division 1, war ein Großverband der Bodentruppen der deutschen Luftwaffe im Zweiten Weltkrieg.

## Divisionsgeschichte
Die Flak-Scheinwerfer-Brigade I wurde Anfang August 1941 durch Truppenergänzungen zur 1. Flakscheinwerfer-Division aufgebaut. Sie wurde unter das Kommando des ehemaligen Kommandeurs der Flak-Scheinwerfer-Brigade I, Oberst/Generalmajor/Generalleutnant Alfons Luczny, gestellt.
Der Division oblag die operative Führung der Flakscheinwerferverbände entlang der deutsch-holländischen und deutsch-belgischen Grenze bis nach Nordfrankreich im Rahmen der Hellen Nachtjagd. Die Unterstellung erfolgte unter das XII. Fliegerkorps, der ehemaligen 1. Nachtjagd-Division.
Im Frühjahr 1942 wurde die 1. Flakscheinwerfer-Division aufgrund der sich ändernden deutschen Kampftaktik wieder aufgelöst und ihre Abteilungen an anderen Flakeinheiten verteilt.

## Gliederung
- Flak-Scheinwerfer-Regiment 1
- Flak-Scheinwerfer-Regiment 2
- Flak-Scheinwerfer-Regiment 3
- Flak-Scheinwerfer-Regiment 4
- Luftnachrichten-Regiment 202